# Brooke Claxton

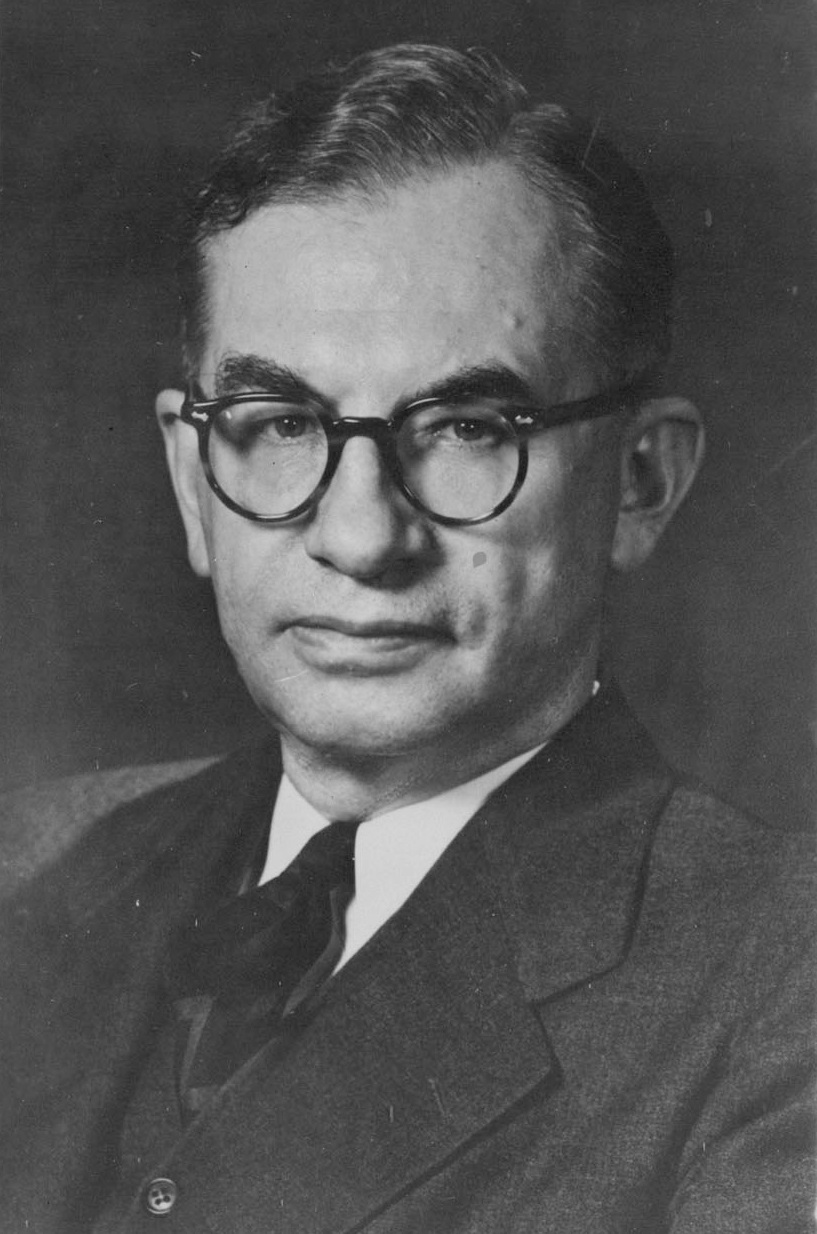
Brooke Claxton

Brooke Claxton PC DCM KC (* 23. August 1898 in Montreal; † 13. Juni 1960) war ein Politiker der Liberalen Partei Kanadas, der Minister im 16. kanadischen Kabinett von Premierminister William Lyon Mackenzie King sowie im 17. Kabinett von Premierminister Louis Saint-Laurent war.

## Leben
Claxton leistete während des Ersten Weltkrieges seinen Militärdienst bei der 10. Belagerungsbatterie (10th Canadian Siege Battery) und wurde zuletzt zum Sergeant Major befördert. Für seine Tapferkeit wurde er mit der Distinguished Conduct Medal (DCM) ausgezeichnet. Nach Kriegsende absolvierte er ein Studium der Rechtswissenschaften, das er zunächst mit einem Bachelor of Civil Law (B.C.L.) und später einem Doktor der Rechte (LL.D.) beendete. Nach seiner anwaltlichen Zulassung nahm er eine Tätigkeit als Rechtsanwalt auf und wurde für seine anwaltliche Verdienste zum Kronanwalt (King’s Counsel) berufen. Darüber hinaus war er als außerplanmäßiger Professor (Associate Professor) für Handelsrecht tätig.
Bei der Wahl vom 26. März 1940 wurde Claxton als Kandidat der Liberalen Partei erstmals zum Mitglied des Unterhauses gewählt und vertrat in diesem bis zu seinem freiwilligen Mandatsverzicht am 1. August 1954 den in Québec gelegenen Wahlkreis St. Lawrence-St. George.
Sein erstes Regierungsamt übernahm er am 6. Mai 1943 im 16. kanadischen Kabinett von Premierminister William Lyon Mackenzie King und war bis zum 12. Oktober 1944 Parlamentarischer Assistent von King in dessen Funktion als Präsident des Kanadischen Kronrates.
Nach einer Kabinettsumbildung übernahm er am 18. Oktober 1944 das Amt des Ministers für nationale Gesundheit und Wohlfahrt, ehe er im Rahmen einer erneuten Regierungsumbildung von Premierminister King am 12. Dezember 1946 zum Minister für nationale Verteidigung berufen wurde. Dieses Ministeramt übte er auch im darauf folgenden 17. Kabinett Kanadas von Premierminister Louis Saint-Laurent bis zu seinem Rücktritt am 30. Juni 1954 aus.
Nach seinem Rücktritt als Minister und dem Verzicht auf sein Unterhausmandat wechselte Claxton am 1. August 1954 in die Privatwirtschaft, nachdem er zum Vizepräsidenten für Kanada des Versicherers Metropolitam Insurance Co. ernannt wurde.

## Veröffentlichungen
- Legislative expedients and devices adopted by the Dominion and the Provinces: study prepared for the Royal Commission on Dominion-Provincial relations. Mitautor: Leon Mercier Gouin, Ottawa 1939.
- La Petite Nation and the Papineaus; background to the Seigniory Club, 1674–1957. Ottawa 1957.